# شهرستان کارنشو (آلاباما)
شهرستان کارنشو، آلاباما (به انگلیسی: Crenshaw County, Alabama) شهرستانی در ایالات متحده آمریکا است که در آلاباما واقع شده‌است.

## خصوصیات
شهرستان کارنشو ۱٬۵۸۲٫۴۹ کیلومترمربع مساحت دارد.